# سارة لوكاس
سارة لوكاس (بالإنجليزية: Sarah Lucas)‏ هي فنانة تشكيلية بريطانية، ولدت في 1962 في المملكة المتحدة. هي عضو بمجموعة الفنانين البريطانيين الشباب ، أو YBAs. تستخدم لوكاس في أعمالها التورية المرئية والفكاهة من خلال دمج التصوير الفوتوغرافي والكولاج والأشياء المحيطة.

## حياتها
ولدت لوكاس في هولوواي بلندن في إنجلترا عام ١٩٦٢. في عمر السادسة عشر تركت المدرسة ثم عاودت دراسة الفن في كلية الرجال العاملين (1982-83) ، وكلية لندن للطباعة (1983-84) ، وكلية جولدسميث (1984-1987) ، وتخرجت بدرجة في الفنون الجميلة عام 1987.